# ウィナレッタ・シンガー

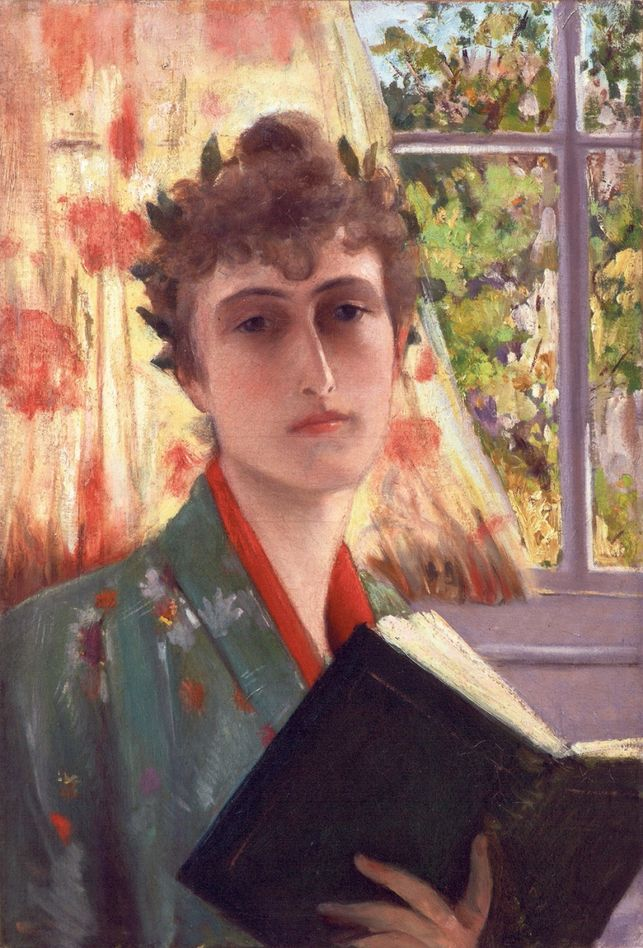
"プランセス"ポリニャック公夫人ウィナレッタ・シンガー, 1885年

ポリニャック公夫人ウィナレッタ・シンガー（Winnaretta Singer, Princess Edmond de Polignac, 1865年1月8日 - 1943年11月26日）は、19世紀末から20世紀前半のフランスにおいて多くの音楽家を援助したパトロンの一人である。
フランス革命期に、その名が知られるポリニャック公爵夫人の孫エドモン・ド・ポリニャックの妻。父親はシンガーミシンの創業者アイザック・メリット・シンガー。

## 生涯
夫エドモンは、コンコルド広場のコワラン館に集う"ロワイヤル通りのサークル"を主宰し、フォーブール・サンジェルマン界隈でロベール・ド・モンテスキューやガブリエル・フォーレらの社交界に出入りする名士、かつ作曲家。エドモンとの30歳ほどの年の差婚は、互いに音楽に造詣が深く、エドモンは金銭面でのスポンサーを相手に求め、ウィナレッタは一度離婚していた為、フランス貴族との婚姻で社会的認知を得て表舞台に躍り出る為だったことと合わせ、互いに同性愛者だったからとも言われる。
音楽家、画家として優れた才能を持ち、広い教養を持っていた。音楽関連のスポンサーないしソーシャライトとして知られ、1943年の死後、パリ16区トロカデロ界隈ジョルジュ＝マンデル大通りの居館はメセナを行うシンガー・ポリニャック財団として活動している。

## 関連する音楽作品
献呈を受けた作品
- 1899年 ラヴェル：『亡き王女のためのパヴァーヌ』
- 1900年 フォーレ：管弦楽組曲『ペレアスとメリザンド』
- 1924年 イーゴリ・ストラヴィンスキー：『ピアノソナタ』

委嘱によって生まれた作品
- 1920年 サティ：劇付随音楽『ソクラテス』
- 1922年 ファリャ：『ペドロ親方の人形芝居』
- 1922年 ストラヴィンスキー：『狐』
- 1932年 プーランク：2台のピアノのための協奏曲
- 1934年 ヴァイル：交響曲第2番
- 1938年 プーランク：オルガン、弦楽とティンパニのための協奏曲

私邸において初演された作品
- 1908年 アルベニス：『イベリア』第3集
- 1918年 ストラヴィンスキー：『兵士の物語』（非公式初演）
- 1923年 ストラヴィンスキー：『結婚』（非公式）
- 1927年 ストラヴィンスキー：『エディプス王』（非公式）